# D-aspartatna ligaza
D-aspartatna ligaza (EC 6.3.1.12, Aslfm, UDP-MurNAc-pentapeptid:D-aspartat ligaza, D-aspartinska kiselina-aktivirajući enzim) je enzim sa sistematskim imenom D-aspartat:(beta-(oil-L-Ala-gama-D-Glu-L-Lis-D-Ala-D-Ala))n ligaza (formira ADP). Ovaj enzim katalizuje sledeću hemijsku reakciju
ATP + -aspartat +  + ADP + fosfat
Ovaj enzim formira deo puta peptidoglikanskog formiranja kod Gram-pozitivnih bakterija.

## Literatura
- Nicholas C. Price; Lewis Stevens (1999). Fundamentals of Enzymology: The Cell and Molecular Biology of Catalytic Proteins (Third изд.). USA: Oxford University Press. ISBN 019850229X.
- Eric J. Toone (2006). Advances in Enzymology and Related Areas of Molecular Biology, Protein Evolution (Volume 75 изд.). Wiley-Interscience. ISBN 0471205036.
- Branden C; Tooze J. Introduction to Protein Structure. New York, NY: Garland Publishing. ISBN 0-8153-2305-0.
- Irwin H. Segel. Enzyme Kinetics: Behavior and Analysis of Rapid Equilibrium and Steady-State Enzyme Systems (Book 44 изд.). Wiley Classics Library. ISBN 0471303097.

## Spoljašnje veze
- D-aspartate+ligase на 